# Eleccions legislatives d'Angola de 2012
Les eleccions legislatives es van celebrar a Angola el 31 d'agost de 2012. Durant la campanya, l'oposició UNITA i el seu plançó CASA-CE van acusar i van criticar al govern de corrupció i va demanar una major transparència; de manera que això va donar lloc a protestes i detencions el dia abans de les eleccions.

## Antecedents
Mentre que la UNITA va acceptar el resultat de les eleccions de l'Assemblea Nacional el 1992, va rebutjar les de les eleccions presidencials, al·legant frau. El partit llavors va reprendre la guerra civil, encara que els seus diputats encara ocupaven els seus escons a l'Assemblea Nacional. Com a resultat, no es van dur a terme la segona volta de les eleccions presidencials, ni les noves eleccions legislatives en intervals regulars de conformitat amb la constitució de 1992. La guerra civil acabar el 2002 després de la mort del líder d'UNITA Jonas Savimbi en una emboscada. El MPLA encara refusava celebrar la segona volta de l'elecció presidencial, però va organitzar les eleccions legislatives en 2008. La majoria resultant del MPLA li va permetre adoptar una nova constitució en 2010, abolint les eleccions directa del president. La constitució estipulava que les eleccions legislatives se celebressin en intervals de quatre anys i que el líder del partit que rebés la majoria de vots es convertiria en president. L'expectativa que tots els partits era que donaria lloc a l'establiment d'un sistema de partit hegemònic.

## Sistema electoral
En el moment de les eleccions, l'Assemblea Nacional tenia 220 escons, dels quals 130 van ser escollits en llistes tancades per representació proporcional i el 90 restant escollits en 18 circumscripcions de cinc escons. Després de les eleccions, el líder del partit més votat es convertiria en president. Els votants havien de tenir almenys 18 anys i no trobar-se en fallida no rehabilitada o tenir condemna penal. Els candidats havien de tenir almenys 35 anys.
Més de 10.000 centres de votació van obrir de 7:00 a 18:00, mentre que el dia que va ser declarat festa nacional.

## Campanya
Un total de nou partits i coalicions va participar en les eleccions, quatre de les quals eren partits (el MPLA, UNITA, el Front Nacional d'Alliberament d'Angola (FNLA) i el Partit de Renovació Social); i cinc d'elles eren coalicions (el Front Unit pel Canvi d'Angola (FUMA), la Nova Democràcia Unió Electoral, el Partit del Poble pel Desenvolupament (PAPOD), CASA–CE i el Consell de l'Oposició Política (CPO)). CASA-CE era una escissió d'UNITA formada després que el seu líder Abel Chivukuvuku perdés les eleccions pel lideratge d'UNITA davant Samakuva, i va tractar de mobilitzar els votants de dins i fora d'UNITA contra el MPLA.
El 13 de juny del 2012 el Comitè Central del MPLA va designar l'actual president José Eduardo dos Santos com a cap de llista del MPLA i Manuel Vicente, ministre d'Estat per Coordinació Econòmica, com a segon candidat de la llista. Segons la Constitució, això donaria lloc que dos Santos renovés nou mandat com a president, i que Vicente es convertís en vicepresident.
UNITA va criticar al govern per la corrupció i, entre altres raons, donant el contracte per organitzar les eleccions a l'empresa espanyola Indra Sistemas, que també va organitzar les eleccions de 2008 i la va acusar d'ajudar l'MPLA a guanyar les eleccions. Es va informar també que els mitjans de comunicació havien estat esbiaixats en la seva cobertura a favor del candidat del MPLA. No obstant això, UNITA esperava guanyar una proporció més alta de vots i tallar el vot popular del MPLA de les eleccions anteriors. Altres qüestions se centraren en una major transparència i un govern més democràtic.

## Conducta
El comandant de la policia nacional, general Ambrósio de Lemos va dir que era llest per assegurar que les lleis electorals es complissin: "No tolerarem ni permetrem que aquestes eleccions es descarrilin. Els ciutadans han de poder accedir als centres de votació, de conformitat amb llurs drets civils, sense cap problema."
El dia abans de les eleccions quan membres de CASA-CE van tractar d'entrar a l'oficina de la Comissió Nacional Electoral (CNE) al·legant drets d'observació la policia va detenir aproximadament una dotzena de membres del partit. El candidat del Partit William Tonet va dir a Reuters que la policia fora de l'edifici els havia disparat als membres joves del partit. Tanmateix, això no va ser confirmat per un oficial de policia no identificat de la propera comissaria Quarta Esquadra, tot i que les detencions van ser confirmades. Tonet afegí que no es van produir ferits. Va esmentar que de les 6.850 acreditacions reclamades, només els havien concedit 3.000. No obstant això, la CNE va dir que havia aprovat 97.000 observadors locals dels nou partits i coalicions que participaven en les eleccions. Luis Ngimbi, cap d'un equip local d'observadors, va dir de la campanya que mentre no s'informava d'incidents destacats, la campanya ha estat decebedora a causa de la falta de detalls de les promeses.
Samakuva també expressava la seva preocupació abans de les eleccions sobre les possibles irregularitats, principalment pel que fa a la llista de votants. Va dir: "Molts noms angolesos no apareixen a la llista de votants, i en molts llocs el registre de votants no ha estat publicat. Hem arribat a la conclusió que la Comissió Electoral nacional no està llesta, no hi ha les condicions .. per assegurar el mínim d'un procés organitzat i transparent". També va tractar de reunir-se amb Dos Santos per a expressar les seves preocupacions i demanar la supervisió d'acreditació de 2.000 dels seus treballadors del partit.
Després Dos Santos, que va votar en una escola prop de la seva residència oficial, va dir: "Estic satisfet perquè el procés va bé arreu del país. Insto a tots els angolesos a votar, a votar per la democràcia, la qual cosa és important. Avui dia la gent té el poder a les mans, i és una gran responsabilitat." Aquesta va ser la primera votació directa en la seva presidència.
La Unió Africana va afirmar què les eleccions havien estat "lliures, justes, transparents i creïbles", però els partits d'oposició van denunciar que no se'ls havia donat un accés equitatiu als mitjans de comunicació. UNITA va anunciar que apel·laria els resultats de les eleccions, al·legant que els resultats anunciats per la Comissió Electoral Nacional no havien coincidit amb els seus recomptes als col·legis electorals. CASA-CE va adoptar la mateixa posició.

## Resultats
| Partit                                                                   | Vots      | %     | Escons | +/– |
| ------------------------------------------------------------------------ | --------- | ----- | ------ | --- |
| MPLA                                                                     | 4,135,503 | 71.84 | 175    | –16 |
| UNITA                                                                    | 1,074,565 | 18.66 | 32     | +16 |
| CASA–CE                                                                  | 345,589   | 6.00  | 8      | New |
| Partit de Renovació Social                                               | 98,233    | 1.70  | 3      | –5  |
| Front Nacional d'Alliberament d'Angola                                   | 65,163    | 1.13  | 2      | –1  |
| Nova Democràcia Unió Electoral                                           | 13,337    | 0.23  | 0      | –2  |
| Partit del Poble pel Desenvolupament                                     | 8,710     | 0.15  | 0      | –   |
| Front Unit pel Canvi d'Angola                                            | 8,260     | 0.14  | 0      | –   |
| Consell d'Oposició Política                                              | 6,644     | 0.11  | 0      | –   |
| Nuls/en blanc                                                            | 368,665   | –     | –      | –   |
| Total                                                                    | 6,124,669 | 100   | 220    | 0   |
| Votants registrats/participació                                          | 9,757,671 | 62.77 | –      | –   |
| Font: National Election Commission Arxivat 2012-09-03 a Wayback Machine. |           |       |        |     |

Com era d'esperar, els resultats varien molt d'una regió a una altra. A la província de Luanda i a la província de Cabinda, UNITA i CASA-CE van rebre en conjunt al voltant del 40% dels vots, davant del 25% a nivell nacional. Una altra característica és l'alt índex d'abstenció, del 37,2% en comparació amb el 12,5% a les eleccions de 1992.

## Conseqüències
Dos Santos va jurar per a un mandat de cinc anys com a president, amb Vicente com a vicepresident, el 26 de setembre de 2012. Un dia més tard, el 27 de setembre de 2012, Fernando da Piedade Dias dos Santos fou elegit president de l'Assemblea Nacional.